# Document technique unifié
Pour les articles homonymes, voir DTU.
Un document technique unifié (DTU) est un document applicable aux marchés de travaux de bâtiment en France. Il est établi par la « Commission Générale de Normalisation du Bâtiment/DTU » dont le Centre scientifique et technique du bâtiment assure le secrétariat.

## Composition des DTU
Un DTU peut se composer des documents suivants :
- Le cahier des clauses techniques (CCT) qui définit les conditions à respecter dans le choix et la mise en œuvre des matériaux ;
- Le cahier des clauses spéciales (CCS) qui accompagne le CCT et définit les limites des prestations et obligations envers les autres corps de métier ;
- Les règles de calcul pour le dimensionnement des ouvrages.

Ces trois types de documents sont d'application contractuelle. Il existe aussi d'autres documents tels que mémentos et guides de choix, utiles à la conception des ouvrages mais non destinés à être imposés contractuellement.

## Évolution du statut des DTU
Les DTU sont établis par une instance, appelée à sa création en 1958, Groupe de Coordination des Textes Techniques ou encore Groupe DTU. En 1990, cette instance s'est transformée en Commission Générale de Normalisation du Bâtiment/DTU pour s'intégrer dans le système normatif officiel français, démarche devenue nécessaire avec l'harmonisation technique européenne (Eurocodes).
La conséquence en est que les DTU deviennent des normes. Cette transformation se réalise progressivement dans le cadre des procédures réglementaires régissant la normalisation.
De ce fait, les DTU ont maintenant l'un des statuts suivants :
- Norme française homologuée, il s’agit d’une norme ayant reçu une sanction officielle des pouvoirs publics car sa valeur technique est bien reconnue et qu'elle joue un rôle important dans le système de construction ;
- Norme expérimentale, norme soumise à une période de mise à l'épreuve avant d'être amendée ou confirmée pour devenir norme française homologuée ;
- Fascicule de documentation, document normatif à caractère essentiellement informatif ;
- DTU, statut originel des documents. Ne fait pas partie du système normatif officiel. Le plus souvent le statut DTU est provisoirement conservé dans l'attente de l'intégration du document dans ce système normatif officiel.

## Application des DTU aux marchés de travaux de bâtiment
Cette application varie selon le statut et la nature du document et selon le type de marché.
En dehors des cas cités ci-dessous, tout autre texte (norme expérimentale, DTU, mémento) peut être rendu applicable par la voie contractuelle. Par exemple, en dehors de toute obligation contractuelle ou réglementaire, le Code des assurances prévoit que « L'assuré est déchu de tout droit à garantie en cas d'inobservation inexcusable des règles de l'art, telles qu'elles sont définies par les réglementations en vigueur, les normes françaises homologuées ou les normes publiées par les organismes de normalisation d'un autre État membre de l'Union européenne ou d'un autre État partie à l'accord sur l'Espace économique européen, offrant un degré de sécurité et de pérennité équivalent à celui des normes françaises. » .

### Marchés privés de travaux
L'application des DTU, quels que soient leur statut et leur nature, résulte d'un accord passé entre le maître d'ouvrage et l'entrepreneur. Un DTU n'engage donc que les signataires d'un marché de travaux de bâtiment qui l'ont introduit comme une pièce du marché, lui donnant ainsi un caractère d'obligation contractuelle.
Certaines normes françaises homologuées et certains DTU peuvent être rendus obligatoires d'application par décision réglementaire (souvent dans des domaines liés à la sécurité des personnes).

### Marchés publics de travaux
Le décret modifié du 26 janvier 1984 (abrogé), article 13, rendait obligatoire l'application des Normes françaises homologuées dans les marchés passés par l'État, les collectivités territoriales et leurs établissements publics, sauf cas particuliers énumérés dans le décret.

## Critiques sur l'absence de gratuité des DTU
Alors qu'ils ont un statut normatif de fait, les DTU sont payants, à un tarif hors de portée des particuliers et des PME. Pourtant voici ce qui est mis en avant sur la page d'accueil de l'Association française de normalisation : 
« La normalisation est une activité d’intérêt général, ayant pour objet d’établir des documents de référence de façon consensuelle par les parties intéressées, visant à favoriser le développement durable et l’innovation. La normalisation en France et sa promotion sont assurées par AFNOR et les organismes délégués par AFNOR et agrées par le Ministère chargé de l’industrie comme bureaux de normalisation sectoriels. Ce rôle d’orientation et de coordination de la normalisation en France lui est confié par le décret du 16 juin 2009 ».
L'AFNOR protège ses documents de la diffusion par des règles strictes, assorties de sanctions importantes pour les contrevenants.
Le Sénat s'est penché sur la gratuité des normes AFNOR en 2007 car l'État assure le financement de cette association pour une bonne partie. 
Dans l'attente, « par une décision n°402752 du 28 juillet 2017, le Conseil d'État a rappelé que les normes NF ne peuvent pas être d'application obligatoire lorsqu'elles ne peuvent pas être consultées gratuitement ».